# Бондо (Тренто)
Бондо (итал. Bondo) је насеље у Италији у округу Тренто, региону Трентино-Јужни Тирол.
Према процени из 2011. у насељу је живело 677 становника. Насеље се налази на надморској висини од 820 м.

## Становништво
| 1931. | 1936. | 1951. | 1961. | 1971. | 1981. | 1991. | 2001. | 2011. |
| ----- | ----- | ----- | ----- | ----- | ----- | ----- | ----- | ----- |
| 636   | 597   | 595   | 603   | 596   | 603   | 612   | 667   | 698   |